# 비텐베르크플라츠역
비텐베르크플라츠역(U-Bahnhof Wittenplatz)은 베를린 템펠호프쇠네베르크구 쇠네베르크에 있는 베를린 지하철의 U1, U2, U3 노선이 정차하는 역이다. 비텐베르크 광장 일대에 역사가 위치해 있다.

## 역사
1902년 3월 11일 독일 제국의 첫 지하철 노선이 건설되었을 때 개통했다. 파울 비티히(Paul Wittig)가 설계했으며, 개통 당시에는 2면 2선 상대식 승강장으로 구성되어 있었다. 1910년 6월 29일 당시 운영사였던 호흐반게젤샤프트에서는 이 역에서 출발하는 지선을 건설하기 위해서 역 재건축을 위한 공모전을 개최했다. 공모전에서 알프레드 그레난데르의 안이 당선되었고, 운영 중인 역의 운영을 중단하지 않고 새로운 역이 건설되었다. 이 과정에서 새로운 외선이 건설되었고 1912년 모든 영업이 외선으로 전환되었으며, 그 후 내선과 과거 지하철역의 승강장과 외벽이 철거 후 재시공되었다. 이 과정에서 건설 당시의 비텐베르크플라츠역은 전부 해체되었다.
새로운 역은 3면 5선식으로 건설되었고 1912년 12월 1일에 영업을 시작했다. 북쪽에 추가로 1면 1선의 승강장을 건설할 계획은 있었으나 실현되지는 않았다. 1913년 10월 12일에는 울란트슈트라세 방면 노선과 틸플라츠 방면 노선이 개통되면서 이 역에 추가 노선이 개통되었다. 동쪽으로 이어지는 두 번째 노선 계획은 진행되었으나, 제1차 세계 대전으로 1917년 중단된 후 1926년에 완공되었다.
1913년 재건축 당시에 새로운 대합실이 건설되었다. 승강장 중앙부에는 선로 위에 있는 대합실로 이어지는 계단이 설치되었다. 근처에 있었던 카데베 백화점과 어울리는 양식으로 건설되었으며, 비텐베르크 광장 중앙부를 차지하는 대형 건물로 건설되었다. 제2차 세계 대전으로 대합실이 파괴되었고 1951년에 재건축되었다. 개보수 공사 과정에서 역사 내부에 광고판이 대량으로 설치되었다. 1982년부터 1983년까지는 원형 복원 공사가 진행되었다.
베를린 지하철 50주년인 1952년 2월 18일에는 당시 런던 지하철을 운영했던 런던 트랜스포트 익스큐티브(London Transport Executive)에서 런던 지하철 양식 역명판을 선물했다. BVG에서는 역명판을 선물받을 장소로 서베를린의 도심부에서 이용객 수가 가장 많은 이 역을 선정했다. 1952년 6월 4일 역명판이 베를린으로 발송되었고, 같은 해 7월 2일 베를린의 영국군 대표가 런던 트랜스포트 익스큐티브를 대리하여 환영식에 참석했다. 런던에서 선물한 역명판은 서쪽으로 진행하는 열차가 정차하는 I번 승강장에 걸려 있다.
2008년 9월부터 2009년 5월까지 터널 천장부에 물이 스며들어 터널 천장부 재공사가 진행되었다. 예산은 약 1140만 유로이며, 지상 도로 일부가 폐쇄되었다. 터널 상부에 진입할 수 있도록 타우엔치엔슈트라세의 좌측 2차선과 바이로이터 슈트라세 방면 차로가 폐쇄되었으며, 조성된 녹지가 일부 철거되었다.

## 승강장
| 1 · 3(I)  | U1 · U3 | U1 울란트슈트라세, U3 크루메 랑케 방면 |
| 1 · 3(I)  | U2      | U2 룰레벤 방면                         |
| 2 · 4(II) | U2      | U2 팡코 방면                           |
| 2 · 4(II) | U3      | U3 바르샤우어 슈트라세 방면            |
| 6(III)    | U1      | U1 바르샤우어 슈트라세 방면            |

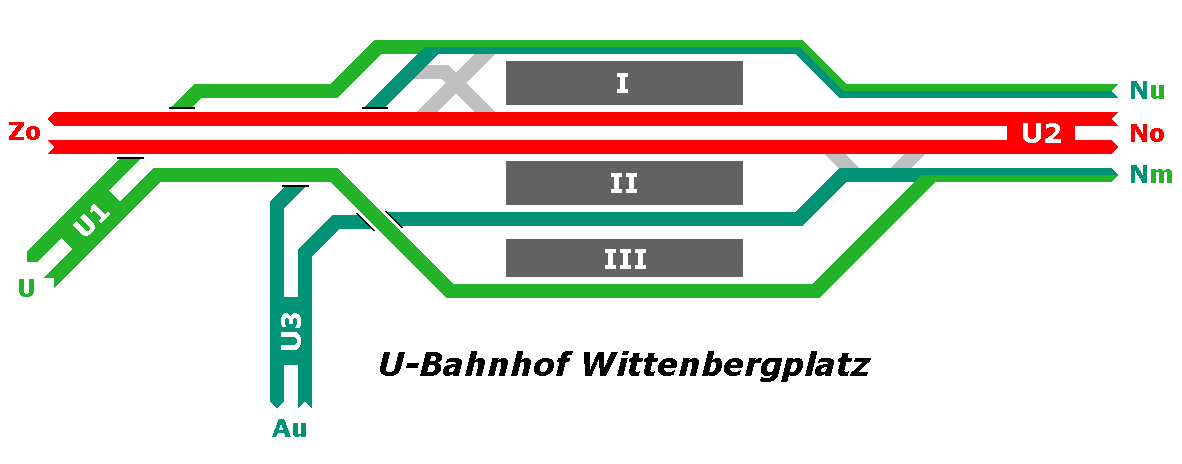
승강장 배선도.Zo: 동물원, U: 울란트슈트라세, Au: 아우크스부르거 슈트라세, No/Nm/Nu: 놀렌도르프플라츠 지상/지하 상부/지하 하부

놀렌도르프플라츠역 지하 승강장에서 오는 열차는 모든 3개 분기선 방면으로 열차가 진행할 수 있으며, 지상 승강장에서 오는 열차는 2개 분기선 방면으로만 진행 가능하다. 놀렌도르프플라츠역 지상 승강장에서 오는 열차는 울란트슈트라세 방면으로 진행할 수 없으며, 반대 방향도 마찬가지이다.
1972년부터 1993년까지는 베를린 장벽 건설로 인하여 수요가 감소하면서 놀렌도르프플라츠역 지상 승강장으로 열차가 진입하지 않게 되었다. 당시의 1호선은 슐레지셰스 토어역에서 놀렌도르프플라츠역 지하 승강장으로 진입한 다음 룰레벤역 방면으로 진행했고, 나머지 두 노선은 비텐베르크플라츠역에서 분기되었다. 당시의 2호선은 크루메 랑케역 방면으로 진행했으며 놀렌도르프플라츠역 지상 방면 승강장을 사용하여 회차했다. 당시의 3호선은 울란트슈트라세역 방면으로 진행했으며 III번 승강장만 사용했다.

## 인접 철도역
베를린 버스 M19, M29, M46, N1, N2, N3, N26번과 환승 가능하다.
| 베를린 지하철 1호선                      | 베를린 지하철 1호선 | 베를린 지하철 1호선                       |
| ---------------------------------------- | ------------------- | ----------------------------------------- |
| 쿠르퓌르스텐담 울란트슈트라세 방면       | U1                  | 놀렌도르프플라츠 바르샤우어 슈트라세 방면 |
| 베를린 지하철 2호선                      |                     |                                           |
| 동물원 룰레벤 방면                       | U2                  | 놀렌도르프플라츠 팡코 방면                |
| 베를린 지하철 3호선                      |                     |                                           |
| 아우크스부르거 슈트라세 크루메 랑케 방면 | U3                  | 놀렌도르프플라츠 바르샤우어 슈트라세 방면 |